# 明尼蘇達領地
明尼蘇達領地（英語：Minnesota Territory）是美國歷史上的一個合併建制領土，存在於1849年3月3日至1858年5月11日之間，之後升格為美國第32個州明尼蘇達州。明尼蘇達領地的範圍包括了現在明尼蘇達州全境以及北達科他州和南達科他州的部分地區，系由愛荷華領地和伊利諾領地的部分領土分割合併而成。